# Feuchtwangen

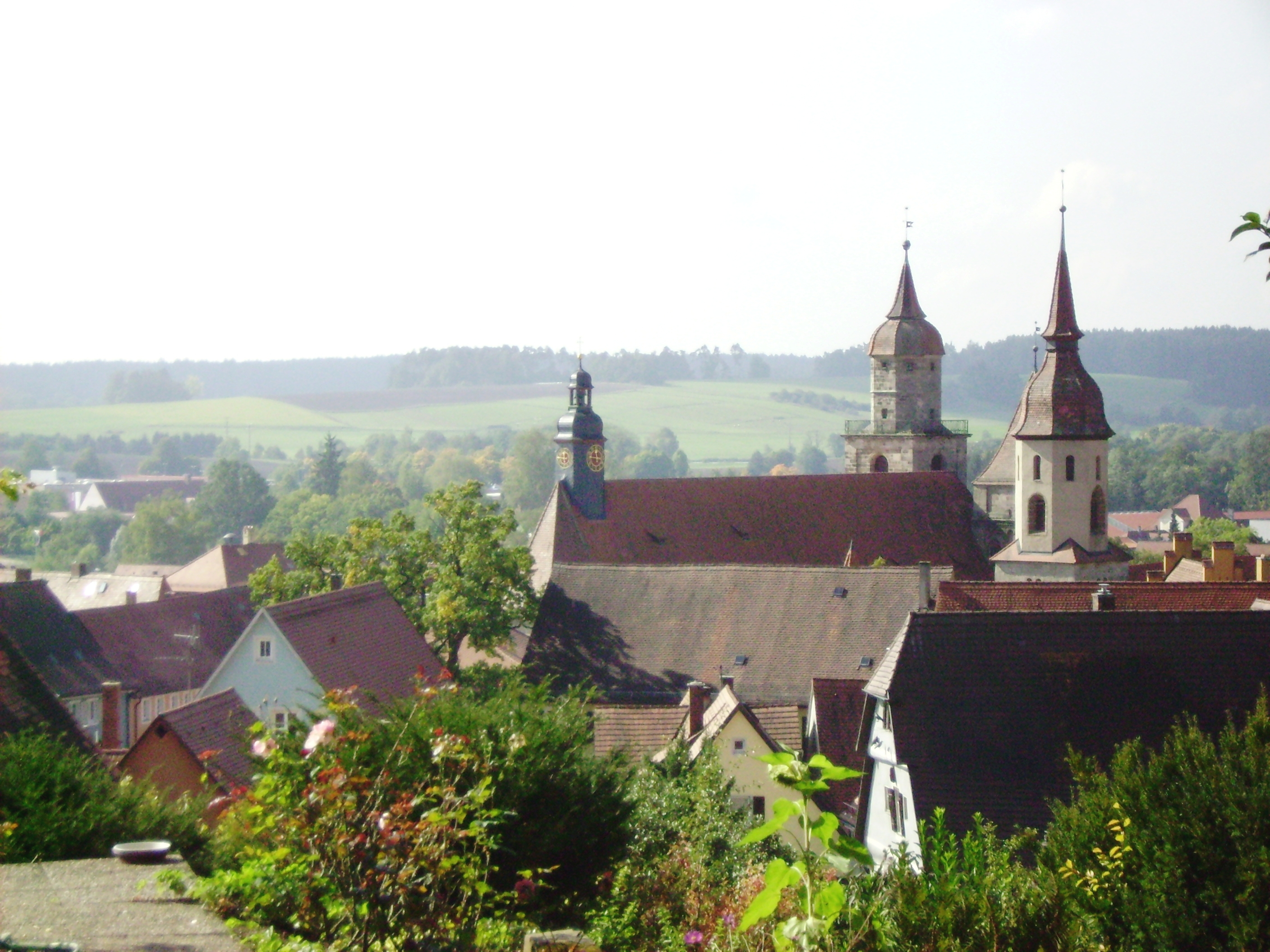
Widok na stare miasto

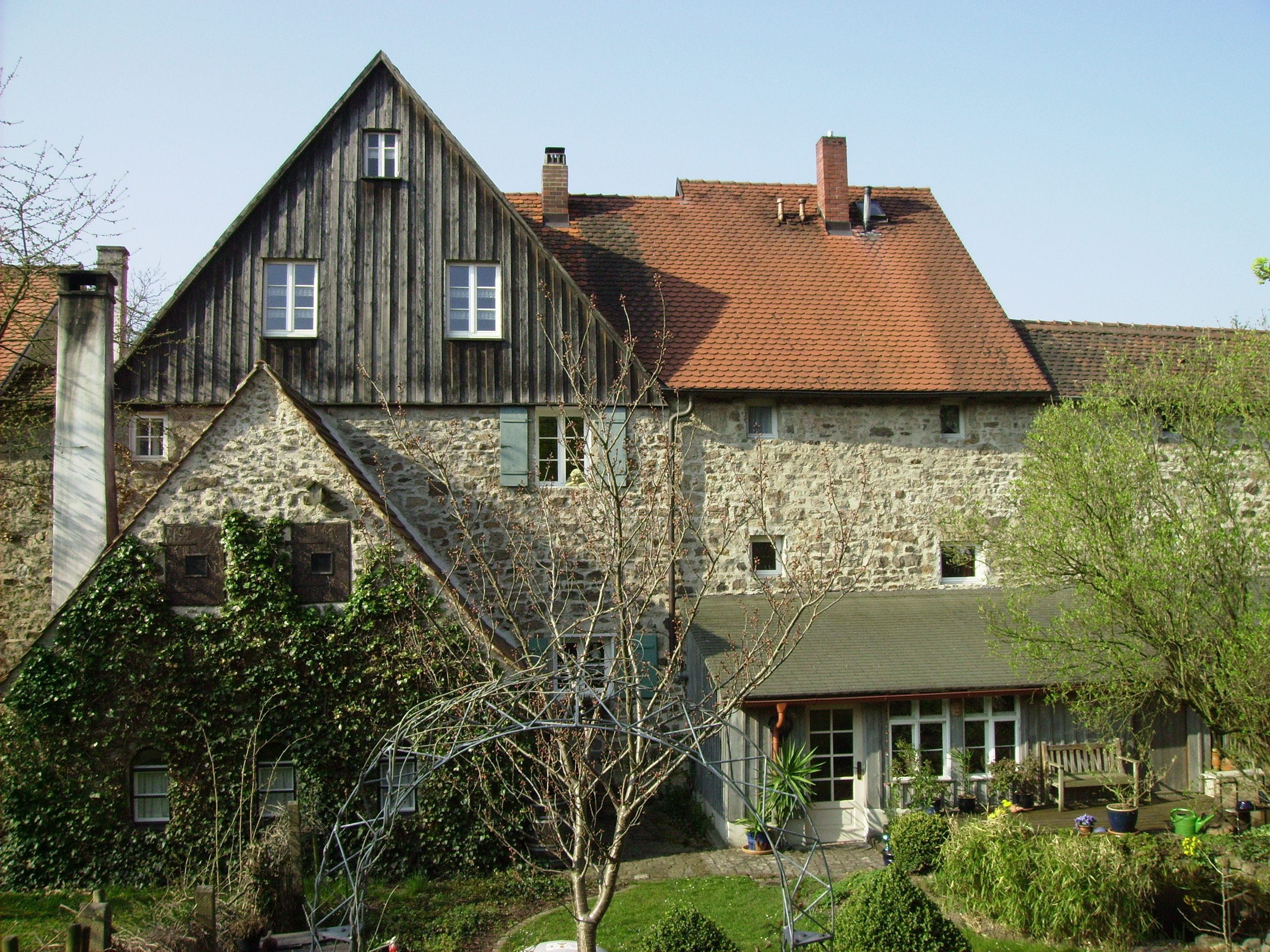
Fragment dawnych murów miejskich

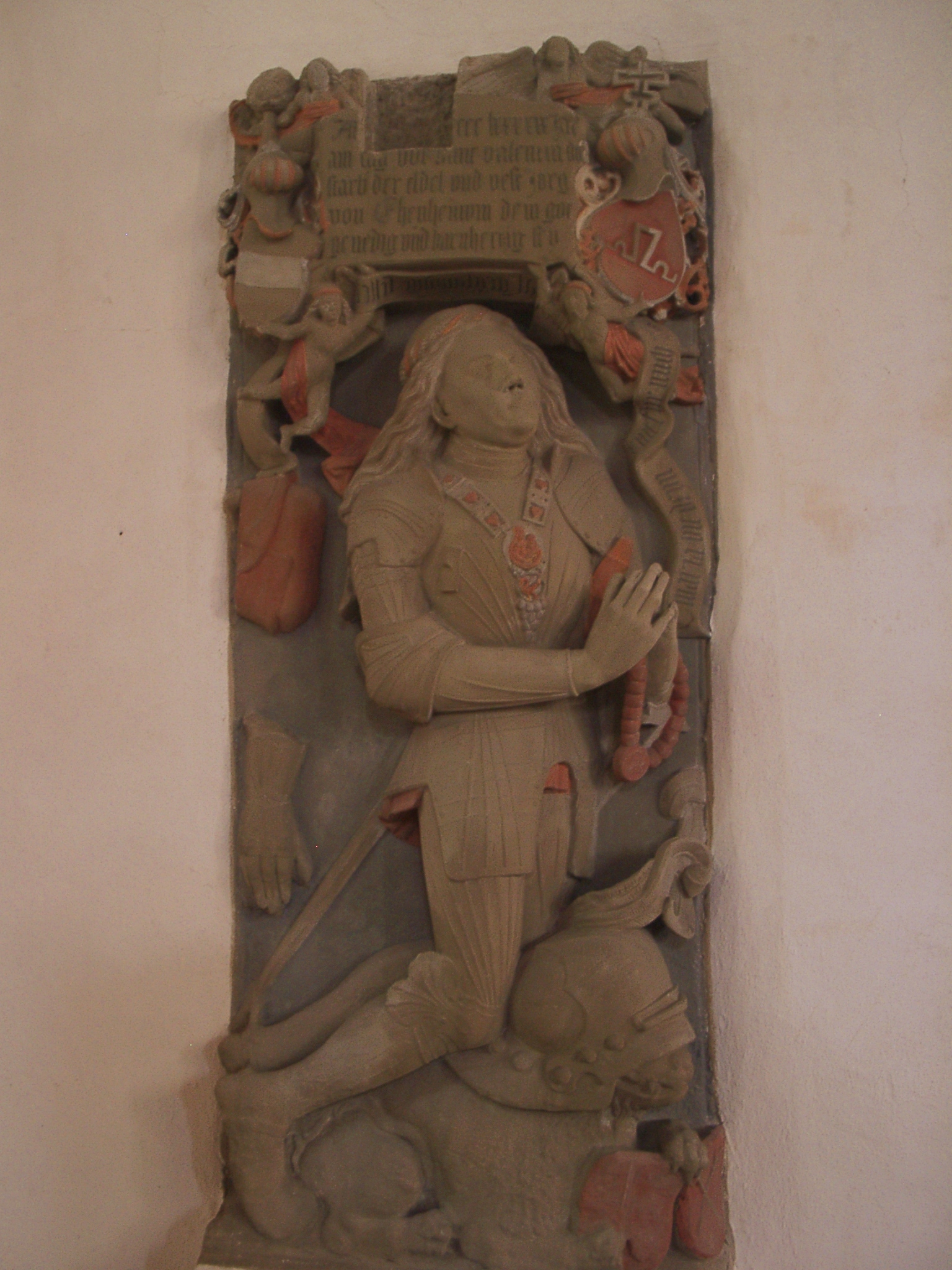
Feuchtwangen. Modlący się rycerz

Feuchtwangen – miasto w Niemczech, w kraju związkowym Bawaria, w rejencji Środkowa Frankonia, w regionie Westmittelfranken, w powiecie Ansbach. Leży przy granicy z Badenią-Wirtembergią, w paśmie Frankenhöhe, około 23 km na południowy zachód od Ansbach, nad rzeką Sulzach, przy drodze B25 i linii kolejowej Ingolstadt – Crailsheim.

## Historia
Feuchtwangen swój początek zawdzięcza benedyktynom, którzy zostali wymienieni w dokumencie z 818 lub 819. Stan spraw klasztornych został opisany przez uczonego mnicha Froumunda i opata Wigo w latach 991 do 995. Do 1197 w Feuchtwangen znajdował się klasztor kanoników, którzy mieszkali we własnych domach. Dzięki cesarzowi Fryderykowi Barbarossie utworzono miasto między 1150 i 1178. W 1241 Feuchtwangen stało się wolnym miastem cesarskim. Od tego czasu miejscowość składała się z dwóch niezależnych części: wolnego miasta na południe od dolnej bramy i klasztoru na północ. Wraz z innymi obywatelami wolnych miast Rothenburg ob der Tauber i Dinkelsbühl, miasto próbowało dochodzić swoich praw u książąt, zakładając w 1376 Związek Miast Szwabskich (łącznie 14 wolnych miast). Feuchtwangen w tym czasie stało się ważnym ośrodkiem handlu i kultury ze względu na korzystne położenie na komunikacyjnych szlakach. Wiele razy poddawane było w zastaw przez królów.
W 1376 część klasztorna oraz miejska Feuchtwangen została zastawiana, dzięki czemu dołączyła do Burgrabstwa Norymbergi (późniejsze Księstwo Ansbach). Od tego czasu mieszkańcy miasta nie mogą już nabywać wolnych praw miejskich, co doprowadziło do utraty statusu cesarskiego ośrodka. Od 1400 staraniem mieszczaństwa wybudowano dookoła Feuchtwangen mury obronne, przez co miasto zaczęło odzyskiwać swoje dawne znaczenie, przywrócono handel, organizowano jarmarki, powołano wyższe urzędy i patrycjat. W XVI wieku działa w mieście pracownia malarska Davida Junga, w której uczył się Johann Georg Jung (1583-1641).
W wyniku reformacji roku 1563 klasztor został skonfiskowany. Jego posiadłości przejął margrabia. W wyniku wojny trzydziestoletniej Feuchtwangen ograbiono i zniszczono. W XVII wieku miasto próbowało podnieść się ze zgliszczy, jednak już nigdy później nie odzyskało swojej świetności i blasku jak w renesansie.
Do 1791 pozostawała w mieście administracja Księstwa Ansbach. Ostatni margrabia, który był bezdzietny, scedował swój cały feuchtwangenowski majątek Królestwu Prus, jednakże czternaście lat później Francuzi na krótko przejęli kontrolę nad miastem. Wpływy francuskie ustały w 1806, gdy miasto powróciło do Królestwa Bawarii. W XIX wieku zmieniono architekturę Feuchtwangen, rozebrano część średniowiecznych bram, wież oraz murów obronnych. Aż do II wojny światowej miasto popadało w stagnację.
Po wojnie rozwinięto w mieście bazę edukacyjną i przemysłową. Od 2000 działa kasyno Feuchtwangen, które jest najczęściej odwiedzanym i najlepiej zarobkującym kasynem w Bawarii.

## Podział administracyjny
- Aichau

Aichau, Jakobsmühle, Löschenmühle, Oberahorn, Thürnhofen, Unterahorn
- Aichenzell

Aichenzell, Esbach, Hammerschmiede, Herrnschallbach, Höfstetten, Kaltenbronn, Mögersbronn, Sommerau, Überschlagmühle, Walkmühle, Winterhalten, Zehdorf
- Banzenweiler

Banzenweiler, Bieberbach, Georgenhof, Jungenhof, Krebshof, Krobshausen, Leiperzell, Oberransbach, Oberrothmühle, Poppenweiler, Unterransbach, Unterrothmühle, Weiler am See
- Breitenau

Breitenau, Gehrenberg, Ratzendorf, Sperbersbach, Ungetsheim, Zischendorf, Zumhaus
- Dorfgütingen

Archshofen, Bonlanden, Bölhof, Bühl, Dorfgütingen, Dornberg, Krobshäuser Mühle, Neidlingen, Rödenweiler
- Heilbronn

Heilbronn, Herbstmühle, Lichtenau, Metzlesberg, Rißmannschallbach, Wüstenweiler, Zumberg
- Krapfenau

Bernau, Eschenlach, Hainmühle, Koppenschallbach, Krapfenau, Krapfenau-Mühle, Lotterhof, Oberlottermühle, Schönmühle, St. Ulrich, Unterlottermühle, Volkertsweiler, Wehlmäusel, Weikersdorf
- Larrieden

Heiligenkreuz, Larrieden, Oberhinterhof, Unterhinterhof
- Mosbach

Bergnerzell, Kühnhardt a. Schlegel, Mosbach, Reichenbach, Seiderzell, Tribur
- Vorderbreitenthann

Charhof, Charmühle, Glashofen, Hinterbreitenthann, Oberdallersbach, Steinbach, Tauberschallbach, Unterdallersbach, Vorderbreitenthann, Wolfsmühle

## Struktura wyznaniowa
- 68,3% Ewangelicy
- 20,0% Katolicy
- 11,7% Pozostali

## Muzea
- Muzeum Frankońskie (Fränkisches Museum Feuchtwangen(inne języki))
- Muzeum Wokalistów (Sängermuseum des Deutschen Sängerbundes)
- rzemieślniczy warsztat w romańskim klasztorze

## Osoby urodzone w Feuchtwangen
- Karl Altmann(inne języki), malarz
- Cornelia Dumler(inne języki), siatkarka
- Manuel Fenn(inne języki), reżyser
- Konrad von Feuchtwangen, mistrz zakonu krzyżackiego
- Siegfried von Feuchtwangen, mistrz zakonu krzyżackiego
- Georg Fürst, kompozytor
- Ernst Graser, medyk
- Andreas von Gundelsheimer(inne języki), lekarz, botanik
- Johann Georg Jung, drukarz, kartograf, malarz
- Klaus Schmidt(inne języki), archeolog
- Adalbert Schnizlein(inne języki), botanik

## Współpraca
Miejscowości partnerskie:
- Lana, Włochy
- Morhange, Francja